# مشتق لی
در ریاضیات ٬ مشتق لی که به افتخار سوفوس لی نام‌گذاری شده است٬ تغییر یک میدان تانسوری ( در حالت کلی٬شامل میدان نرده‌ای و میدان برداری و یک-فرم)را در جهت یک شارش یک میدان برداری دیگر به‌دست می‌دهد.
این تغییر در دستگاه ها مختصات مختلف ناوردا است و به همین دلیل مشتق لی بر روی هر منیفلد دیفرانسیل‌پذیر تعریف می‌شود.

## تعریف

### مشتق لی یک تابع
چند تعریف برای مشتق لی یک تابع وجود دارد.
- می‌توان مشتق لی رابراساس تعریف میدان‌های برداری به عنوان عملگرهای دیفرانسیلی مرتبه اول تعریف کرد. با فرض تابع ƒ : M → R و یک میدان برداری {\displaystyle X} تعریف شده روی M ٬ مشتق لی  {\displaystyle {\mathcal {L}}_{X}f} یک تابع در راستای میدان{\displaystyle X} با اعمال میدان به دست می‌آید.می‌توان آن را مشتق جهت‌دار {\displaystyle f} در راستای {\displaystyle X} پنداشت.ینابراین در یک نقطه p ∈ M داریم:

{\displaystyle ({\mathcal {L}}_{\!X}f)(p)\triangleq X_{p}(f)\triangleq (Xf)(p)}
براساس تعریف مشتق‌گیری ٬می‌توان این مشتق را روی M چنین نیز نوشت:
{\displaystyle ({\mathcal {L}}_{\!X}f)(p)\triangleq \operatorname {d} f_{p}\,(X_{p})}
با انتخاب مختصات xa و با نوشتن :{\displaystyle X=X^{a}\partial _{a}} که در آن {\displaystyle \partial _{a}={\frac {\partial }{\partial x^{a}}}} بردارهای یکه برای دسته(باندل) مماس‌ها هستند٬ خواهیم داشت:
{\displaystyle ({\mathcal {L}}_{\!X}f)(p)=X^{a}(p)(\partial _{a}f)(p)}.

### مشتق لی یک میدان برداری
ابتدا یک براکت لی از دو میدان برداری X و Y‌تعریف می‌کنیم. یک تعریف عبارت است از:
{\displaystyle {\mathcal {L}}_{X}Y=[X,Y]}
تعریف‌های دیگر چنین‌اند: ( {\displaystyle \Phi _{t}^{X}}  تبدیل شار(فلو)‌و d عملگر نگاشت مماس مشتق است) 
{\displaystyle ({\mathcal {L}}_{X}Y)_{x}:=\lim _{t\to 0}{\frac {(\mathrm {d} \Phi _{-t}^{X})Y_{\Phi _{t}^{X}(x)}-Y_{x}}{t}}=\left.{\frac {\mathrm {d} }{\mathrm {d} t}}\right|_{t=0}(\mathrm {d} \Phi _{-t}^{X})Y_{\Phi _{t}^{X}(x)}}
{\displaystyle {\mathcal {L}}_{X}Y:=\left.{\frac {1}{2}}{\frac {\mathrm {d} ^{2}}{\mathrm {dt} ^{2}}}\right|_{t=0}\Phi _{-t}^{Y}\circ \Phi _{-t}^{X}\circ \Phi _{t}^{Y}\circ \Phi _{t}^{X}=\left.{\frac {\mathrm {d} }{\mathrm {d} t}}\right|_{t=0}\Phi _{-{\sqrt {t}}}^{Y}\circ \Phi _{-{\sqrt {t}}}^{X}\circ \Phi _{\sqrt {t}}^{Y}\circ \Phi _{\sqrt {t}}^{X}\,} 